# Norwegian Touring Car Championship
Norwegian Touring Car Championship, förkortas NTCC, var ett norskt standardvagnsmästerskap, som kördes mellan år 2000 och 2004. Mästerskapet använde bilar från British Touring Car Championship och Deutsche Tourenwagen Masters, byggda mellan 1987 och 1995. Man körde uteslutande på de norska banorna Vålerbanen, Arctic Circle Raceway och Rudskogen Motorsenter, förutom en tävlingshelg på svenska Kinnekulle Ring 2002 och på en stadsbana i Oslo säsongen 2000. År 2000 kördes bara just den tävlingshelgen, vilket var på grund av att stadsbanan i Oslo inte godkändes av Swedish Touring Car Championship, som den från början var tänkt för. Man beslutade då att skapa NTCC, för att kunna tävla där. Till år 2005 slogs mästerskapet ihop med den svenska SSK-serien.

## Säsonger
| Säsong | Mästare       | Team                    | Bilmodell                     |
| ------ | ------------- | ----------------------- | ----------------------------- |
| 2000   | Tommy Rustad  | Crawford Nissan Racing  | Nissan Primera                |
| 2001   | ?             | ?                       | ?                             |
| 2002   | Jarle Gåsland | Shell Norway Motorsport | Vauxhall Vectra 16V Volvo S40 |
| 2003   | Alf-Aslak Eng | Eng's Auto Racing       | BMW 318is E36                 |
| 2004   | Alf-Aslak Eng | Eng's Auto Racing       | BMW E-36 ST                   |